# Nikola Witko
Nikola Witko est auteur (dessinateur et/ou scénariste) de bande dessinée. 
Nikolaï Witkovich est né à Maubeuge dans les années 1970. Il a étudié aux Beaux-Arts de Tournai en Belgique. Après plusieurs expériences dans les fanzines, il se fixe à Bruxelles, où il fonde le collectif Sierra Nueva. Il participe à des revues telles que Ferraille, Jade, Lapin, Psikopat, Hécatombes, Bile Noire....

## Œuvres
Comme dessinateur et scénariste
- L’enfant nuit, Brükt productions, 1995
- L’homme est-il con ?, Brükt productions, 1995
- Fulbert Cervo, Pas de chance éditions, 1996
- Freeze punks, Les Requins Marteaux, 2001
- L'Homme qui ne valait plus rien, Les Requins Marteaux, 2003
- Le Procès de sœurs March, Les Requins Marteaux, 2004
- Bridget, tome 1 : Kosmo, Éditions Carabas, 2005 (mauvaise impression)
- Le gros lot, Éditions Carabas, 2007 (Sélection officielle FIBD Angoulême 2008)
- Bridget Kosmo Bonus, Éditions Carabas, 2008
- Rustin, Aaarg! éditions 2014
- ElChipo, Éditions Delcourt, 2019

Comme dessinateur
- Le Poulpe, tome 1 : La Petite Écuyère à Cafté, 6 pieds sous terre, 2000
- Comment je suis devenu stupide, scénario de Martin Page, 6 pieds sous terre, 2004
- Muerto kid, scénario de Felder, Les Requins Marteaux, 2006
- Alexandre Pompidou, éd. du Lombard 2012 (2 tomes)
- Space Sérénade, éditions Fluide glacial (avec Claude Comete, aka Jorge Bernstein)
- Les Concontes, Fluide glacial , 2018 (avec Nena)
- Griott & Mungo tommes 1,2 et 3, Éditions Flammarion (avec Nena)
- Chateaubriand, Au nom de la prose, Éditions Vide cocagne (avec Nena)
- Profesor Furia, Éditions Humanoïdes associés (avec Jerry Frissen)

Comme scénariste
- Bijoux de famille, dessin de Christian Papazoglakis, Les Requins Marteaux, 2001

1. Les Bijoux de famille, 2001
2. Slots, 2002[1]

### Collectifs
- Lucha Libre, Les Humanoïdes associés
- Comix 2000
- Nous sommes Motörhead, Dargaud